# さんふらわあ7
さんふらわあ7は、関西汽船が運航していたクルーズ客船。竣工時はRORO貨客船若潮丸であった。

## 概要
黒潮丸に続く関西汽船の沖縄航路向けのRORO貨客船の第二船として、臼杵鉄工所で建造され、若潮丸として1973年6月に阪神 - 奄美 - 沖縄航路に就航した。1978年3月、フェリーくろしおの投入によりフェリー航路化されたため係船かつクルーズ客船に改装された。
1978年末に海外就航可能なクルーザーへの改造を決定し「X丸構想委員会」を設立し「近海国際船級の取得」「収容人数1000名」「船床のベッド化」「公室の充実と公室席数とベッドの比を1以上とする」の4点を目標とし、その後ゆとりと安全性を考慮し内航時805名・外航時500名の定員とし1979年6月に改装を完了しさんふらわあ7として再就航した。関西汽船で初めて「さんふらわあ」塗装が導入され、竣工直後は国内クルーズに用い12月には国際船級取得に向けての改装を行い12月24日より海外クルーズ運用を開始した。主にチャーター客船として使用され、少年の船、青年の船、修学旅行、洋上セミナーなどで利用された。主な団体利用としては1980年の四国創価学会所属メンバーの横浜訪問、1987年から1989年まで3回のピースボートによるクルーズなどがある。
1991年1月22日に関西汽船から引退、海外売船され、ギリシャのエピロティキラインでアポロン（APOLLON）として就航した。クルーズ客船として使用され、定員は500名に減少した。
1995年にミノアンラインズに売却され、ミノアンプリンス（Minoan Prince）となった。
2002年11月、SEAFIGHTER NAFTIKI ETERIAへ売却され、ゴールデンプリンセス（Golden Prince）となり、イラクリオン発着のミニクルーズで使用された。
2007年4月にピレウスの造船所でドライドックに入ったが、その後、安全基準の強化のため、運航はサントリーニ島発着のワンデークルーズのみに限定された。
2011年以降、イラクリオンで係船されていたが、2014年4月、解体のためトルコへ売却された。

## 設計
クルーズ客船への改造にあたり、船首甲板と船尾甲板のクレーンは撤去されたが、右舷船尾に設置されていたランプウェイは残された。船体の上部と後部に船室が増設され、片弦5艘ずつ救命ボートが設置された。貨客船を改造したため、バス・トイレ付の船室は2室のみであるなど、クルーズ客船としての設備は不十分であった。
海外売船後、残されていたランプウェイも撤去されデッキが延長されるなど、クルーズ客船としてさらに改造を受けている。
船内（さんふらわあ7時代）
- ナビゲーションデッキ
  - サンデッキ（風防ガラス付き）
- Aデッキ
  - A客室（2名×5室、4名×24室 最前部両舷の計2室のみバス・トイレ付[1]）
  - 医務室・薬局・病室
  - バスルーム
  - アスレティックエリア
  - スポーツデッキ（風防ガラス付き）
  - デッキバー
- Bデッキ
  - B客室（6名×24室、8名×25室、ソファーベッド計25名）
  - バスルーム
  - レインボーサルーン - トロピカルな雰囲気とゲーム卓を設ける[1]。
  - ビデオスクリーン
  - プールデッキ
- Cデッキ
  - レストラン「ローズ」
  - カフェテリア
  - メイプルラウンジ
    - カクテルバー
    - ダンスフロア
- Dデッキ
  - D客室（6名×5室、8名×9室）
  - 岩風呂大浴場
  - エントランスホール
    - 案内所・テレビ局・放送室
    - ショップ
    - パーサーズオフィス
    - オーガナイザーズルーム

  - ゲームコーナー
  - 図書室
- Eデッキ
  - E客室（4名×3室、6名×6室、8名×4室）
  - 和室（内航時215名、外航時160名 見本市展示場を兼ねる[1]）
  - ランドリー
  - さんふらわあホール（2層吹抜）
    - ステージ
    - 楽屋・ミキサールーム
- Fデッキ
  - F客室（4名×1室、6名×3室、8名×4室 内航時のみ使用[1]）

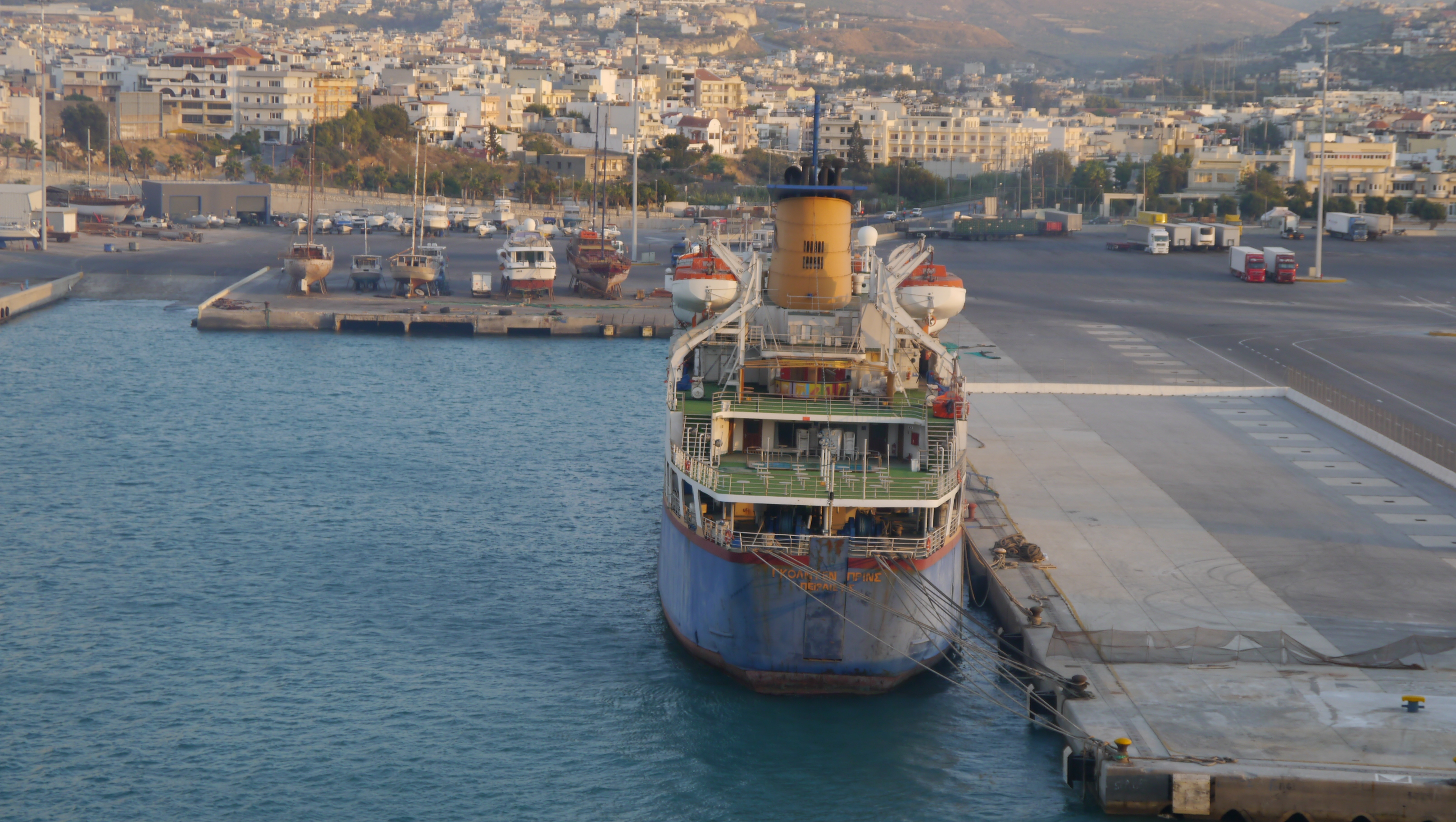
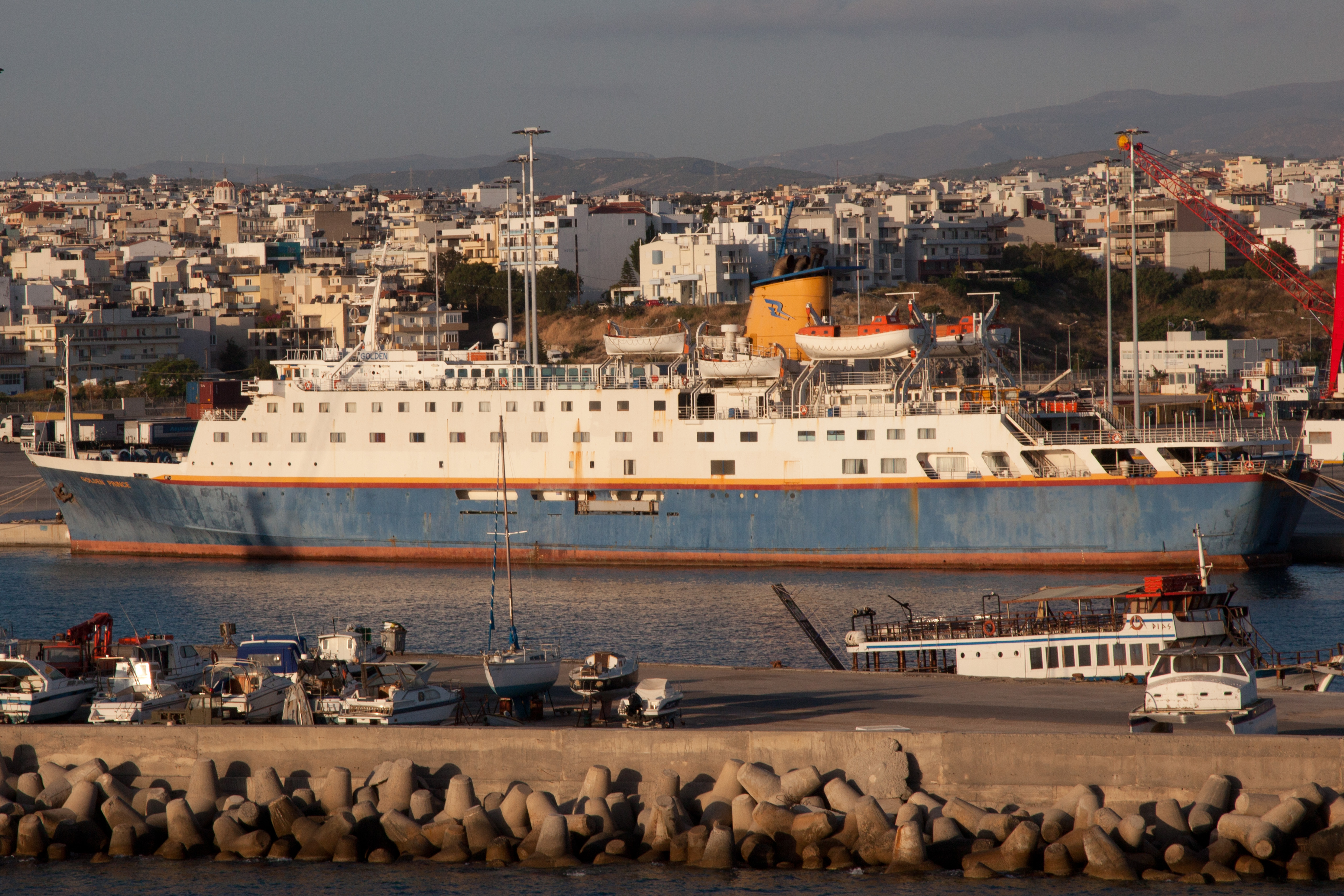
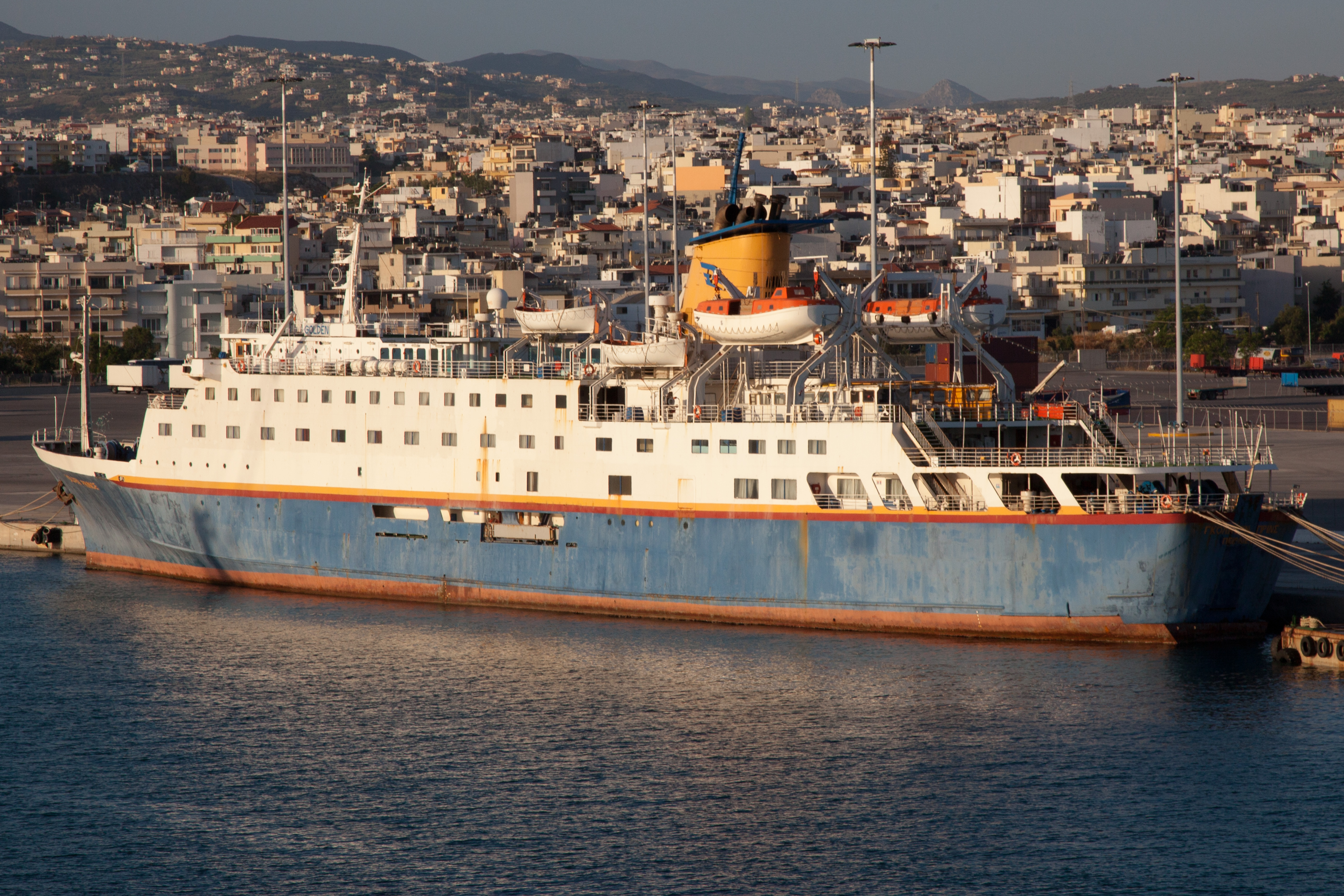
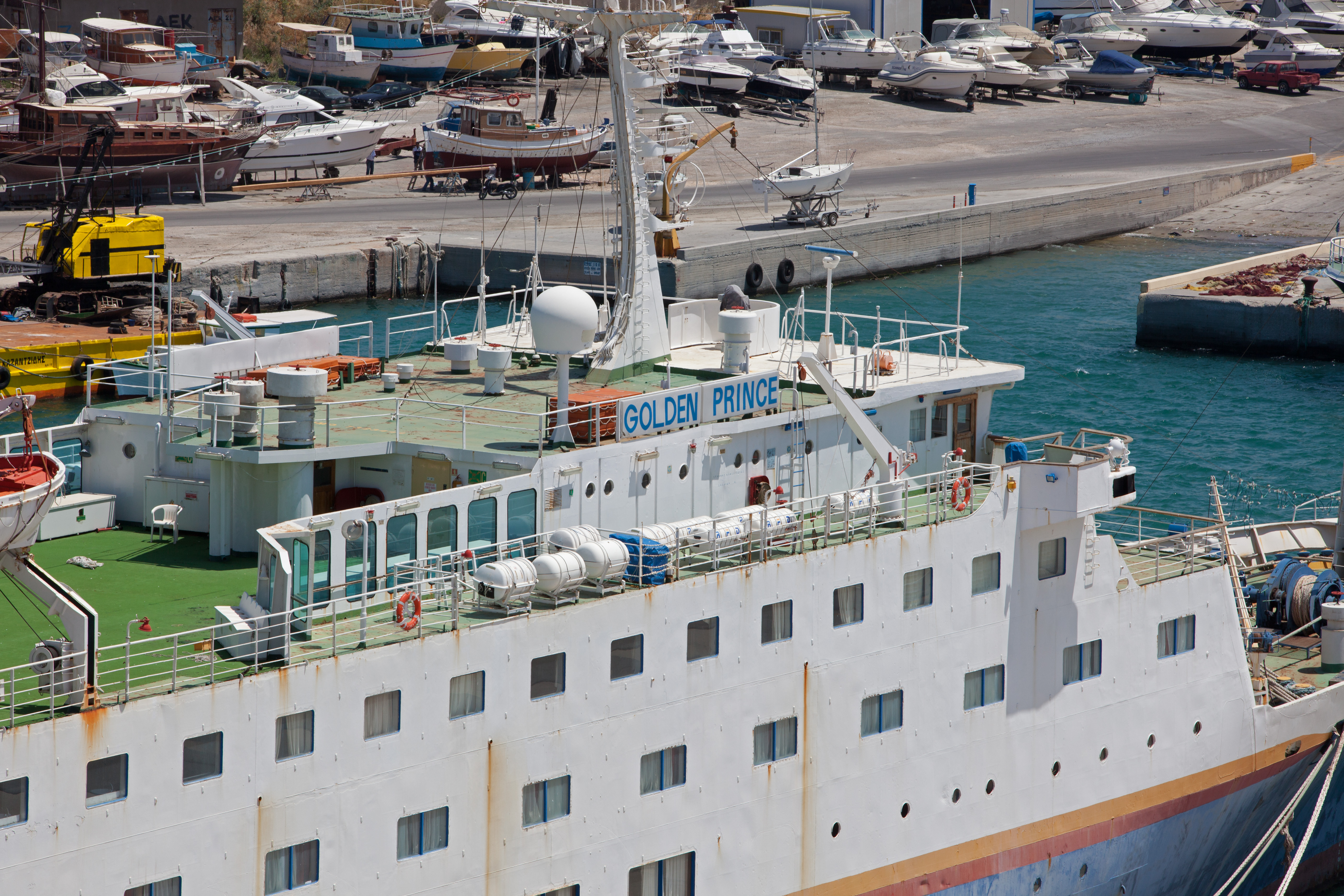
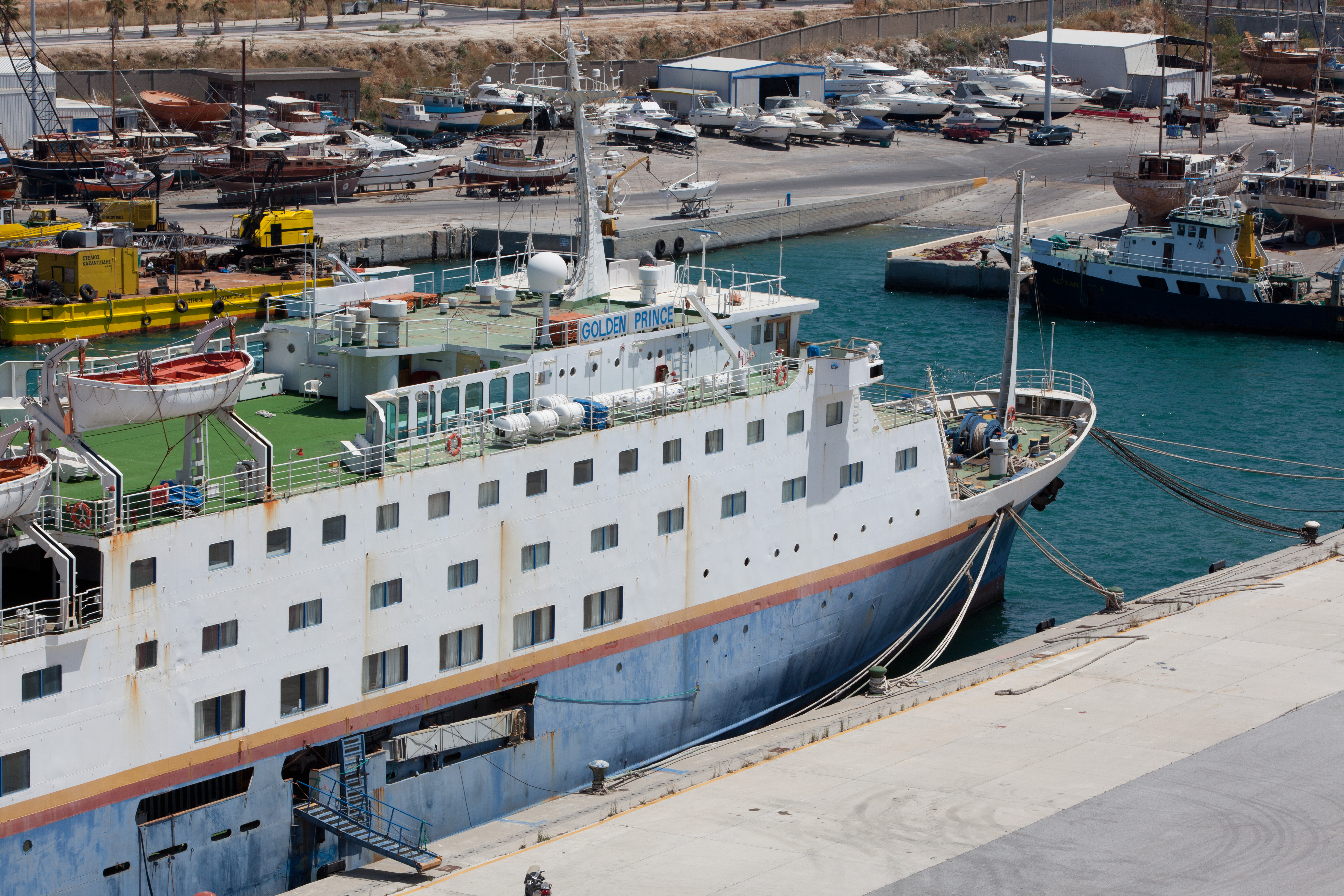
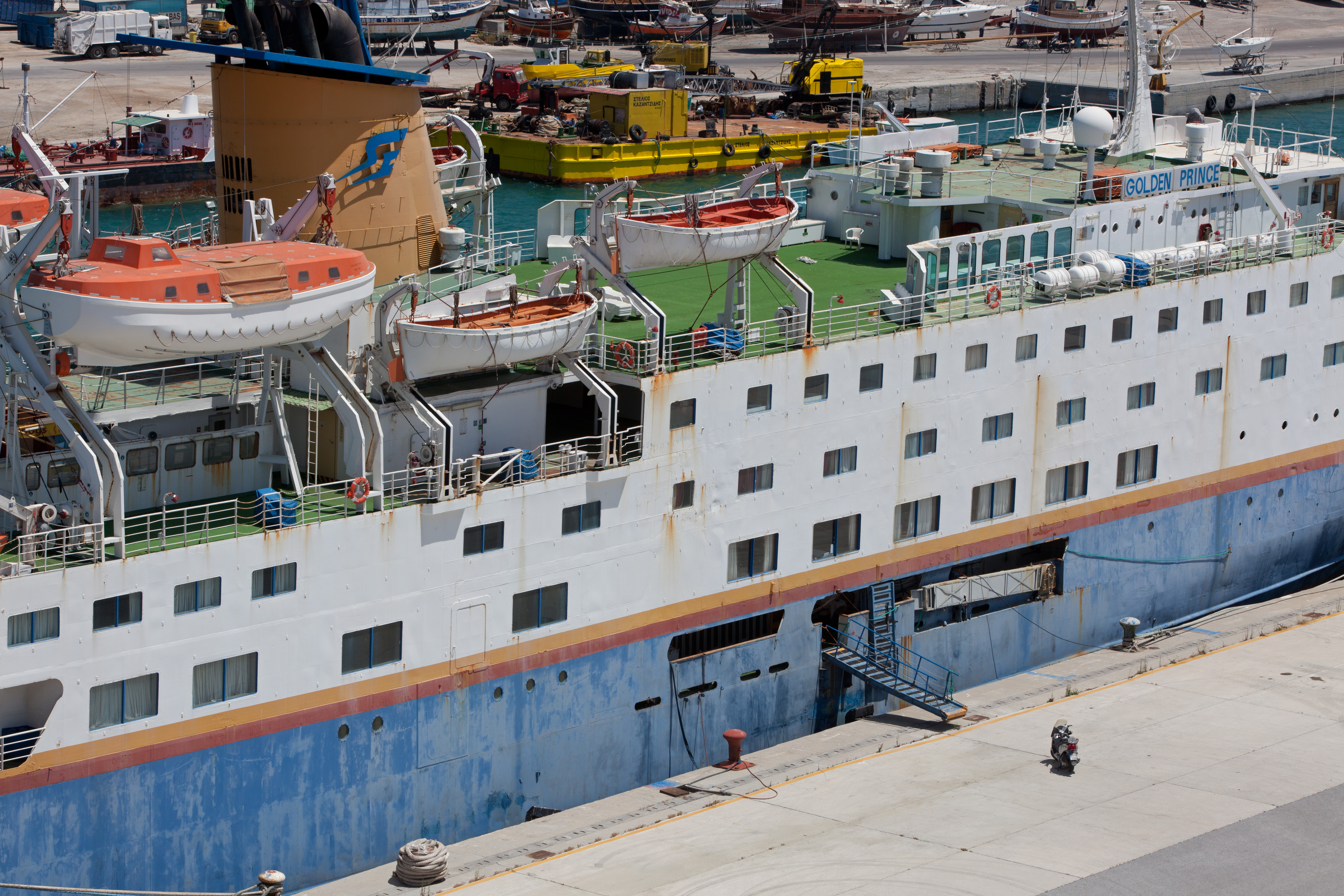
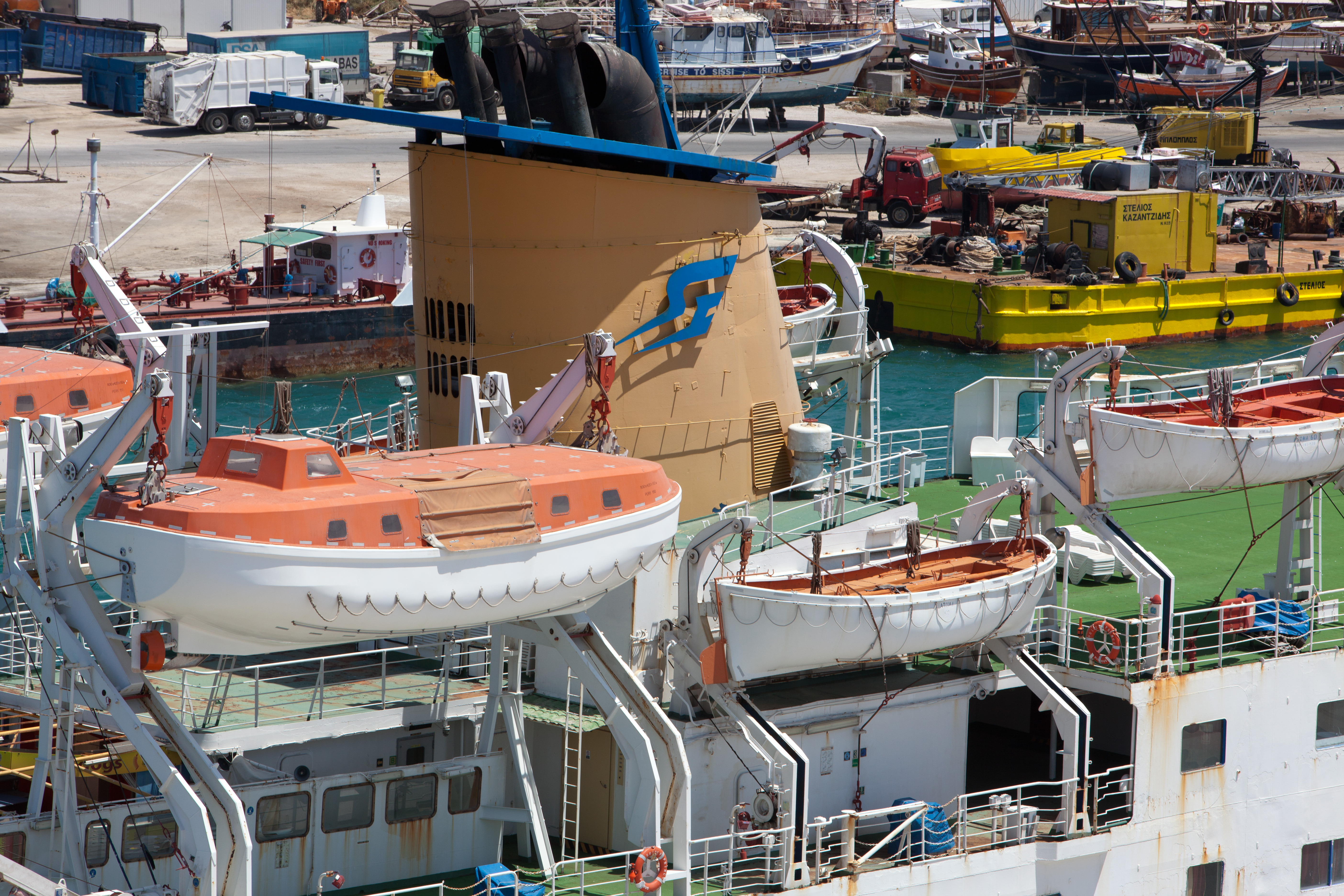
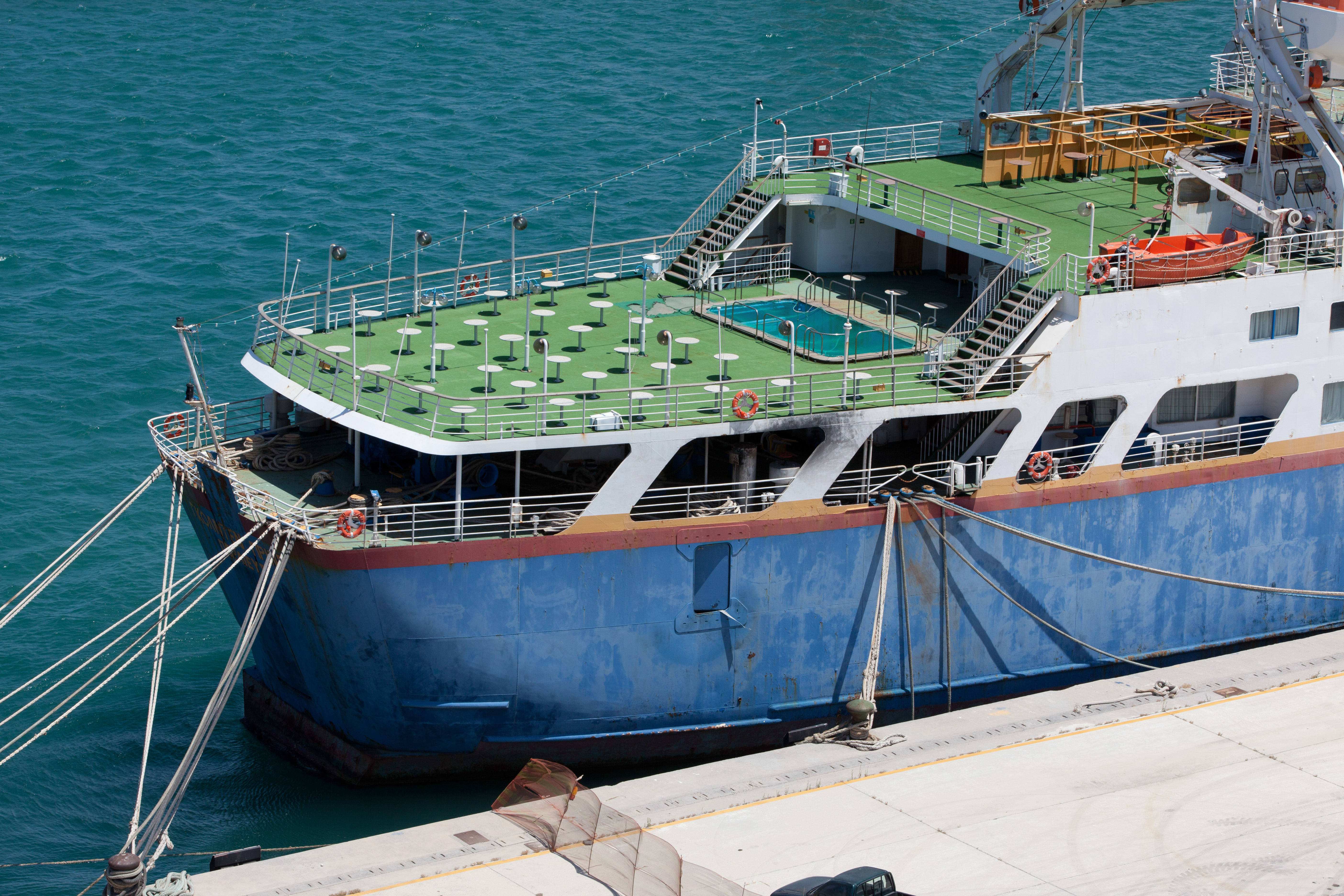
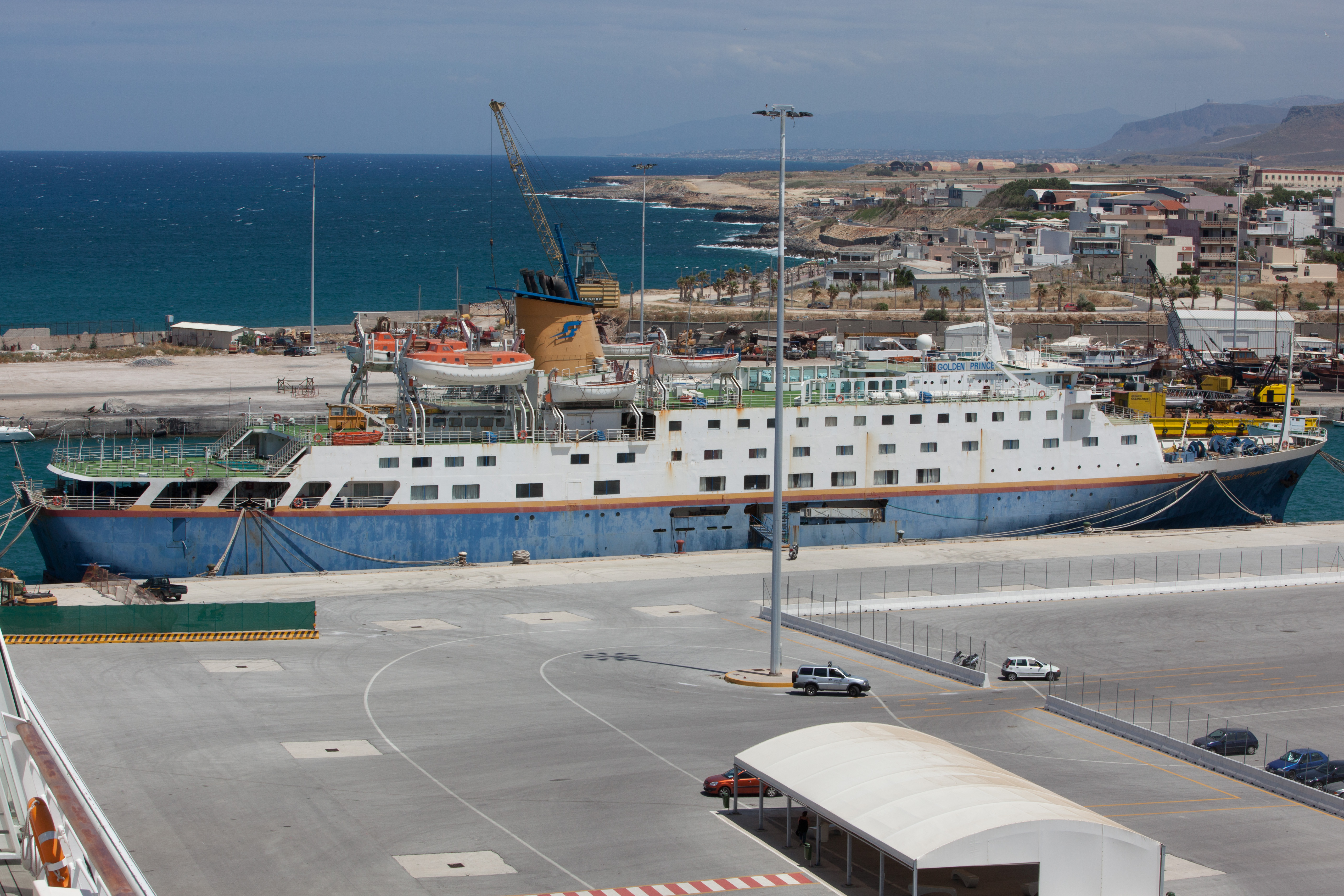
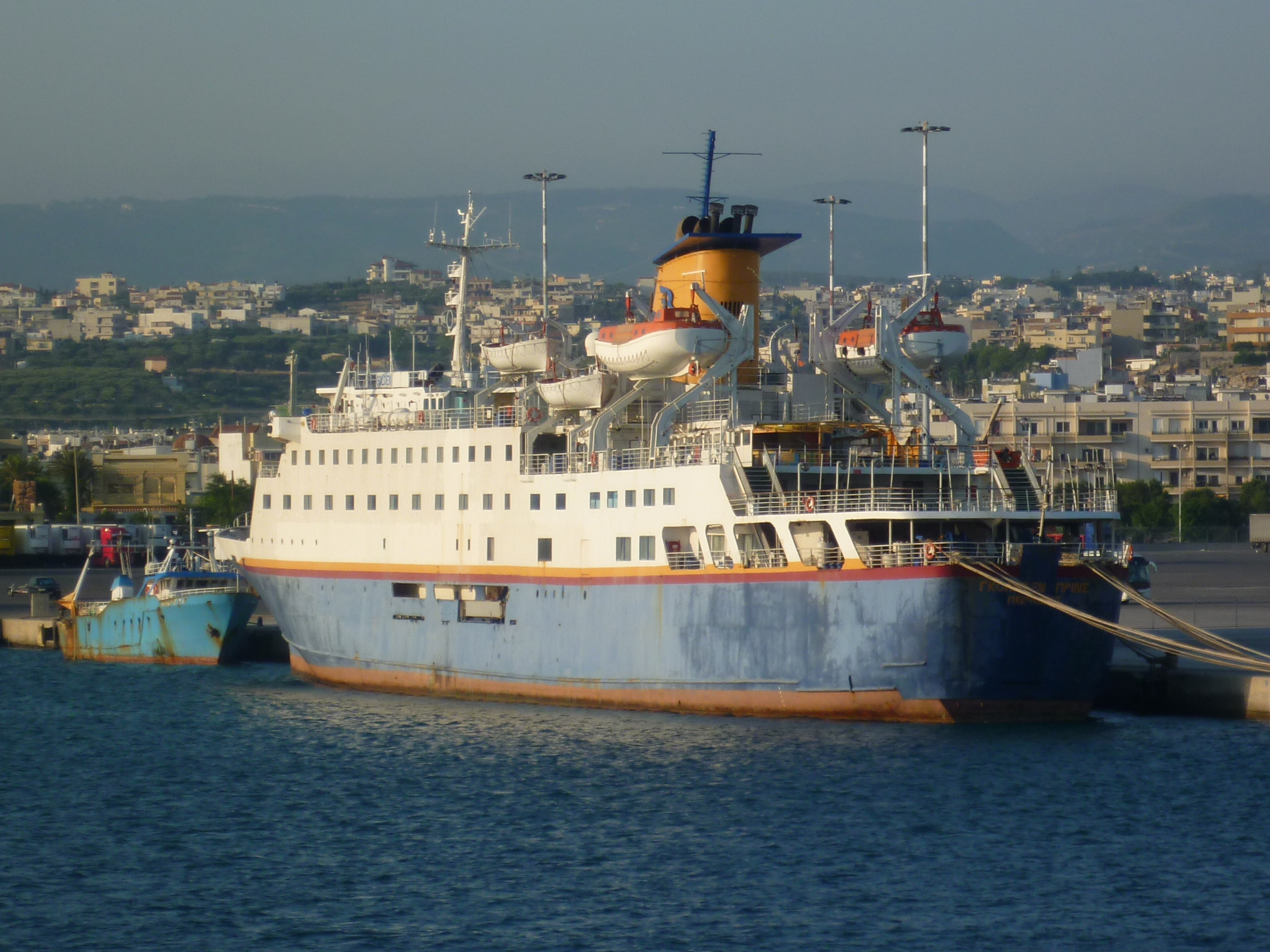
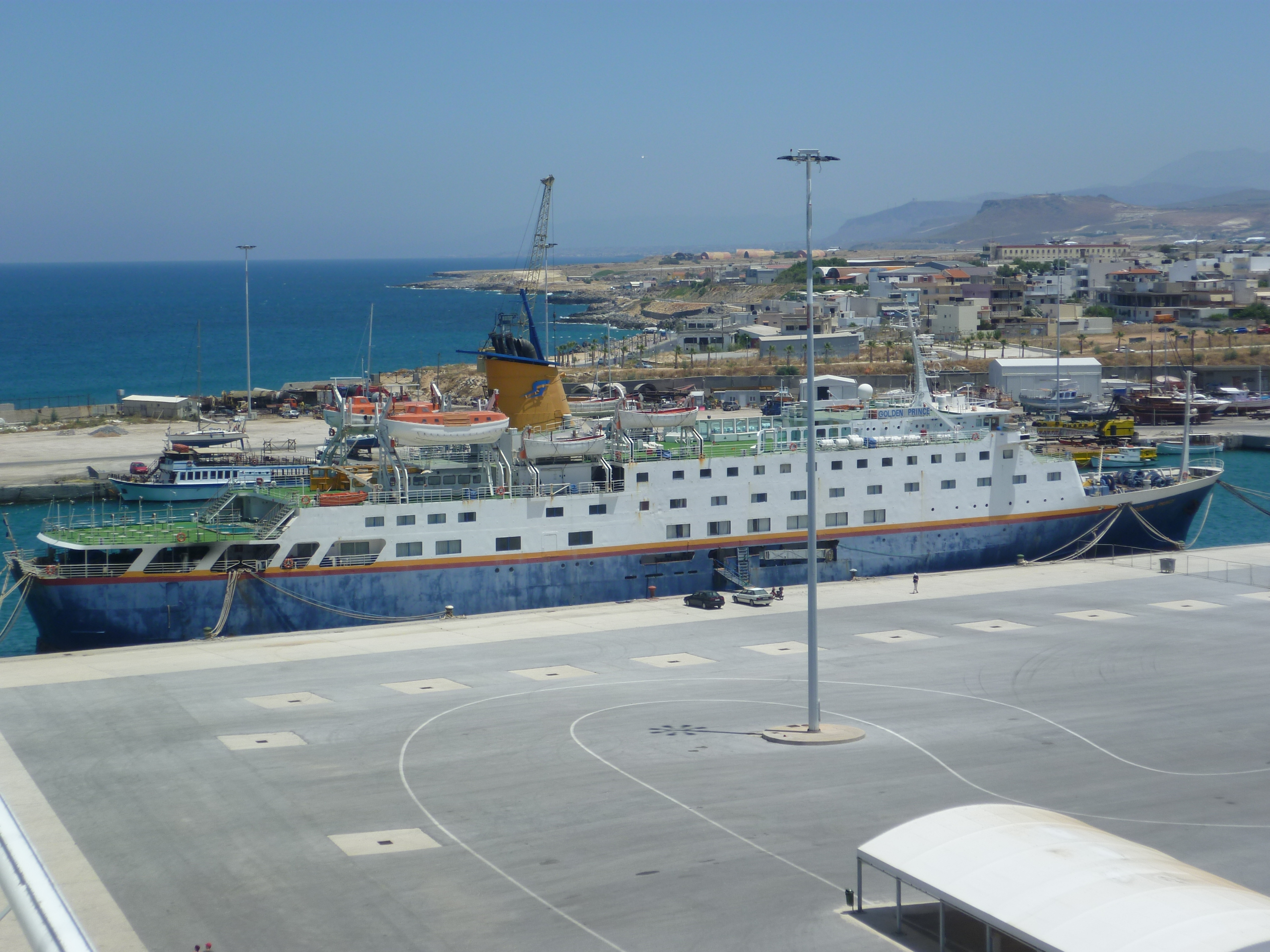
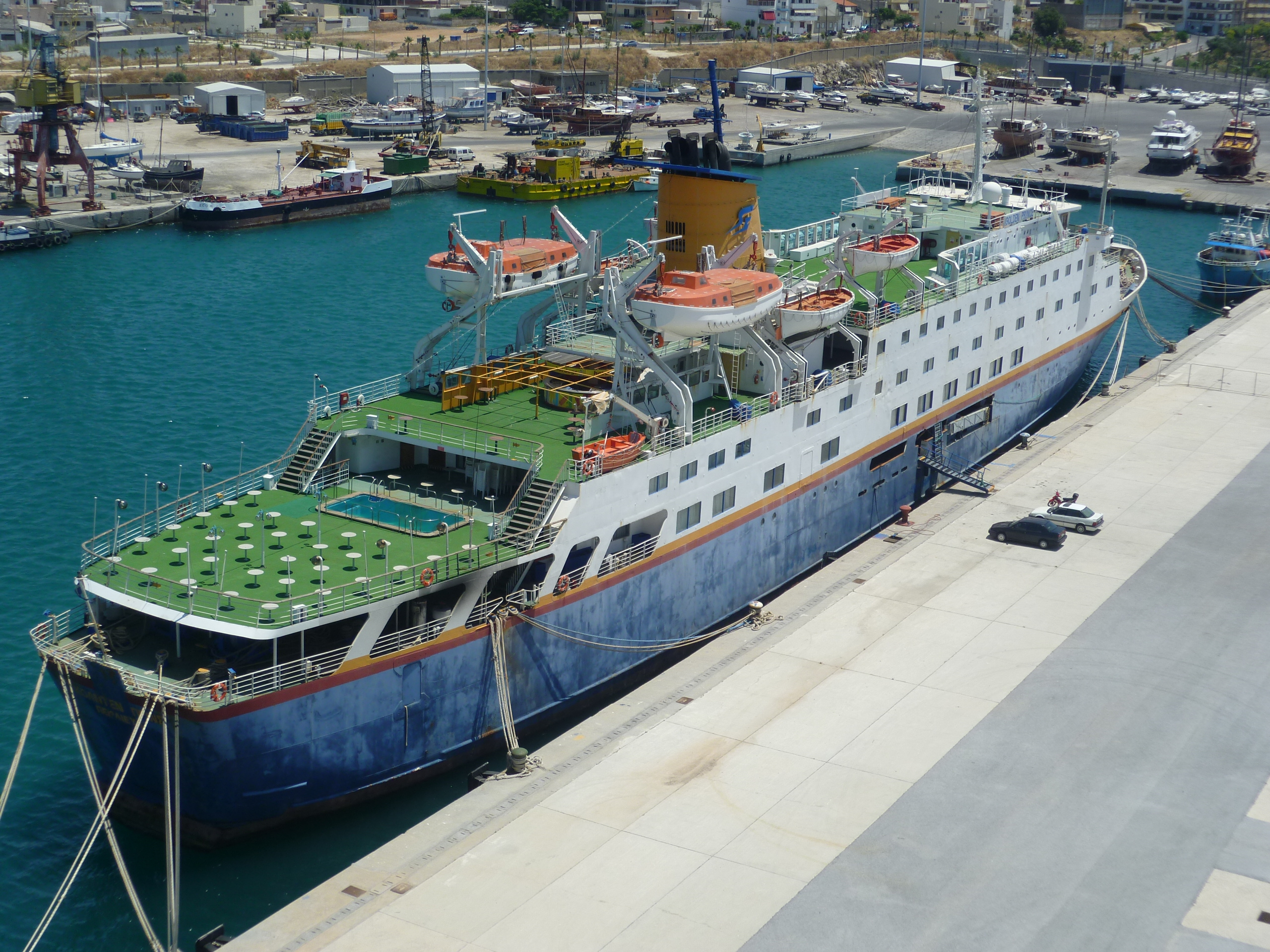